# Stabskapitänleutnant
Der Stabskapitänleutnant ist ein Offizierdienstgrad der Bundeswehr für Marineuniformträger in der Laufbahn des Offiziers des militärfachlichen Dienstes. Gesetzliche Grundlage ist die Anordnung des Bundespräsidenten über die Dienstgradbezeichnungen und die Uniform der Soldaten und das Soldatengesetz.

## Anrede
Gemäß Zentralrichtlinie A2-2630/0-0-3 „Militärische Formen und Feiern der Bundeswehr“ (ehemals ZDv 10/8) lautet die Anrede stets  „Herr Stabskapitänleutnant“. Die Zentralrichtlinie weist ferner auch explizit auf das in der Umgangssprache der Marine gebräuchliche „Herr Kaleu“ als Kurzform für „Herr Kapitänleutnant“ hin; daher hat sich auch bei der Anrede der Stabskapitänleutnante analog die mündliche Anrede „Herr Stabskaleu“ eingebürgert.

## Dienstgradabzeichen

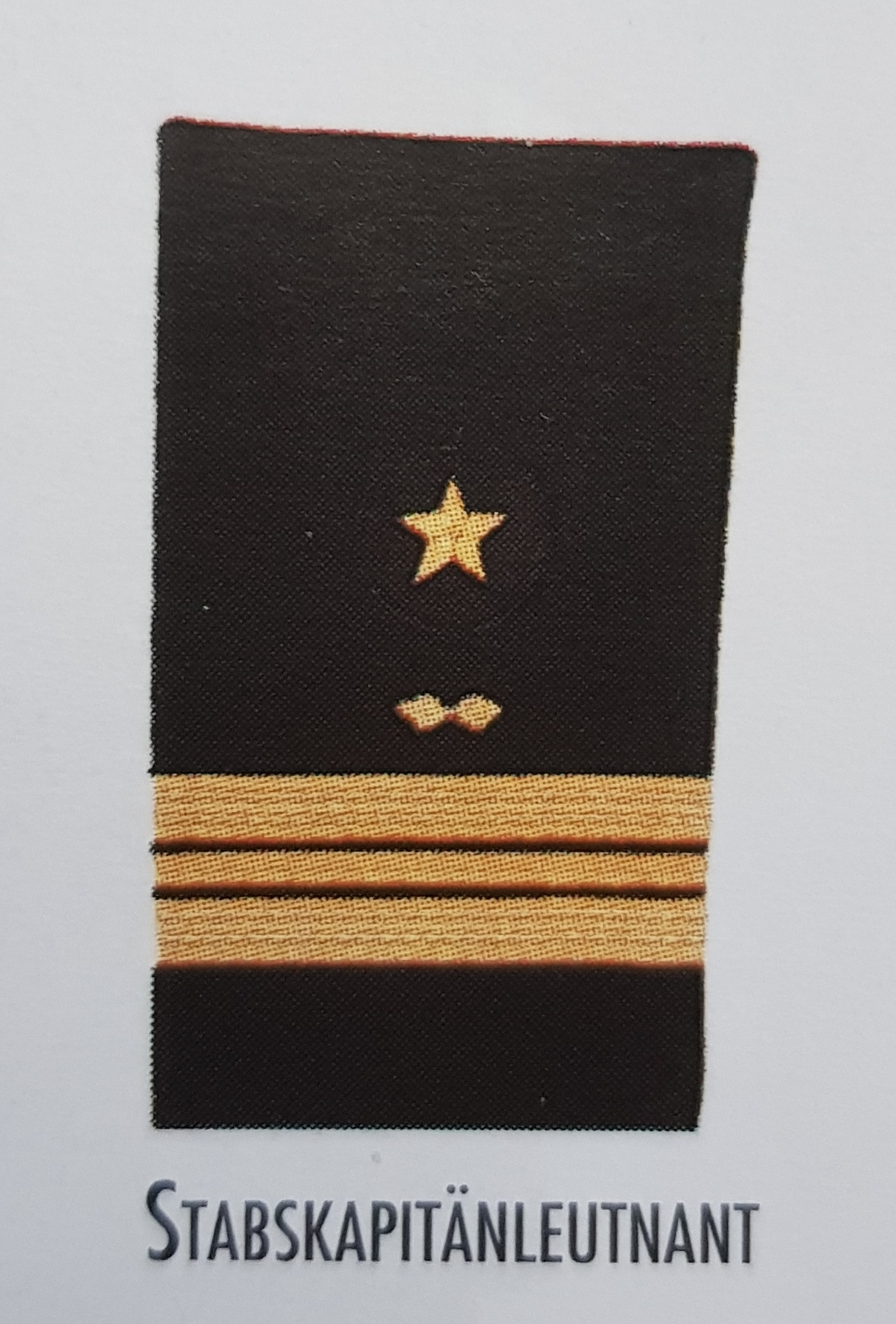
Stabskaleu, Ärmelabzeichen 1993–1996

Die Dienstgradabzeichen des Stabskapitänleutnants zeigen vier Ärmelstreifen auf beiden Unterärmeln. Die beiden äußeren Streifen sind mittelbreit; die beiden inneren schmal. Das Laufbahnabzeichen ist für alle Stabskapitänleutnante der fünfzackige Stern.
Anfangs entsprach das Dienstgradabzeichen jenem des Kapitänleutnants, doch führte er oberhalb der drei Tressen und ggf. unter dem Seestern zusätzlich zwei goldfarbene, horizontal bzw. liegend gebundene Eichenlaubblätter. Im Mai 1996 wurde die Einführung des neuen, bis heute unveränderten Abzeichens verfügt.

## Sonstiges
Die Dienstgradbezeichnung ranggleicher Luftwaffen- und Heeresuniformträger lautet Stabshauptmann. Hinsichtlich Befehlsgewalt, Zeitpunkt der Einführung, Ernennung, Sold, den nach- und übergeordneten Dienstgraden, ähnlich auch hinsichtlich der Dienststellungen sind Stabskapitänleutnante und Stabshauptleute gleichgestellt. Beide Dienstgrade wurden am 23. März 1993 für Offiziere des militärfachlichen Dienstes neu geschaffen.
| Offizierdienstgrad |                                           |                                                                            |
| Niedrigerer Dienstgrad |                                           | Höherer Dienstgrad                                                         |
| Hauptmann Kapitänleutnant Stabsarzt Stabsapotheker Stabsveterinär                                                               | Stabshauptmann Stabskapitänleutnant n. v. | Major Korvettenkapitän Oberstabsarzt Oberstabsapotheker Oberstabsveterinär |
| Dienstgradgruppe: Mannschaften – Unteroffiziere o.P. – Unteroffiziere m.P. – Leutnante – Hauptleute – Stabsoffiziere – Generale |                                           |                                                                            |